# Pyrausta punctilinealis
Pyrausta punctilinealis là một loài bướm đêm trong họ Crambidae.